# Svend Aage Hasselstrøm
Svend Aage Hasselstrøm (født 5. februar 1911, død 9. september 1996) var en dansk automobilforhandler, men er mest kendt for sammen med møbelforhandler Johannes Linde at være manden bag en stor del af den massive sortbørshandel i Danmark under og efter 2. verdenskrig, der i dag kendes under navnet Edderkopsagen.
Hasselstrøm blev født i Sverrigsgade 3 C på Amager (Nathanael sogn) den 5. februar 1911 som søn af møbelpolerer Richard Niels Hasselstrøm og hustru Ingrid Petrea Amalie Pehrsson. Hasselstrøm havde flere søskende: en storebror, Christian Richard (født 25. december 1909), en lillebror, Volmer (født 21. marts 1912) og en lillesøster, Dagmar Agnethe (født 5. maj 1913).
Hasselstrøm voksede op i fattige omgivelser og startede sin kriminelle karriere som 13-årig. Efterhånden opbyggede han en virksomhed, der udadtil bestod af lovlig handel med bl.a. biler, men som bag facaden lukrerede Hasselstrøm på sortbørshandel, smugleri, bedrageri, tyveri, hæleri, narkotikahandel, valutasvindel og anden kriminalitet. Hans indflydelse viste sig også at række langt ind i politiets rækker. Hans rolle som bagmand for en stor forbryderorganisation tog rigtig fart i 1942, hvor han stod bag et stort tyveri af rationeringsmærker til en sortbørsværdi af 200.000 kr i Gentofte.
Hasselstrøm blev den 17. april 1943 borgerligt viet i København til Erna Ida Marie Kristine Andersen, født Jensen den 5. januar 1910 i Aalborg og kaldet "Bobby". Inden ægteskabet var de begge fraskilte. De boede i Klerkegade 9.
Hasselstrøm flyttede ind i en liebhaverlejlighed på 4. sal i Dronningens Tværgade 23 (Dronningegården), hvor han ofte holdt animerede selskaber med mange gæster både fra forbryderorganisationen og politiet.
Efter journalisterne Anders B. Nørgaard og Poul Dalgaards afsløringer af Hasselstrøms forbryderorganisation i dagbladet Social-Demokraten fra 1948 blev han varetægtsfængslet i februar 1949. Ved byrettens dom den 26. august 1950 blev han idømt seks års fængsel. I en ankesag stadfæstede landsretten den 5. marts 1951 byretsdommen.
Hasselstrøm blev løsladt fra Vridsløselille Statsfængsel i 1953 og levede siden et liv uden for mediernes søgelys. Han blev ikke senere dømt for nogen kriminalitet.
Han døde som 85-årig på Rigshospitalet den 9. september 1996.
Hasselstrøm optræder flere gange i fiktionen, bl.a. i Hans Scherfigs roman Skorpionen (1953) og Ambro Kraghs Den Fede (1966). Tv-serien Edderkoppen (2000), hvor han hedder Svend Aage Hjalmar (spillet af Bjarne Henriksen), omhandler optrævlingen af hans forbryderorganisation.